# Metauranopilite
La metauranopilite è un minerale.

## Forma in cui si presenta in natura
Il minerale si presenta sotto forma di aghi di vario colore, che può variare dal giallo al marrone con sfumature di varie tonalità di grigio.